# 司徒镇强
司徒镇强（1931年10月—2019年12月1日），男，广东开平人。侨眷。中国口腔医学家，第四军医大学口腔医院教授，主任医师。

## 生平
1951年9月参军入伍，1954年毕业于第四军医大学。1982年6月加入中国共产党。1983年在美国华盛顿大学学习和工作。1992年在美国紐約州立大學水牛城分校任访问学者。担任第四军医大学专家组成员、第四军医大学口腔医院教授、主任医师、博士生导师。长期从事口腔医学医疗、教学和科研工作。兼任中华口腔医学会口腔颌面外科专业委员会涎腺疾病学组顾问。1992年开始享受国务院政府特殊津贴。2019年12月1日在西安病逝，享年88岁。